# Сендимиркино
Сенди́миркино (чув. Мӑньял Хапӑс) — деревня в Вурнарском районе Чувашской Республики. Входит в состав Вурманкасинского сельского поселения.

## География
Находится в центральной части Чувашии, на расстоянии приблизительно 4 км на северо-запад по прямой от районного центра поселка Вурнары.

## История
Известна с 1858 года как околоток села Троицкое, Апнер Абызова тож (ныне Абызово) с 518 жителями. В 1897 году было учтено 778 жителей, в 1926—228 дворов, 1046 жителей, в 1939—1183 жителя, в 1979—1069. В 2002 году было 252 двора, в 2010—223 домохозяйства. В 1930 году был образован колхоз «Гигант».

## Население
Постоянное население составляло 696 человек (чуваши 99 %) в 2002 году, 592 в 2010.